# Veljeglava
Velegllavë e Epërme en albanais et Veljeglava en serbe latin (en serbe cyrillique : Вељеглава) est une localité du Kosovo située dans la commune/municipalité de Kamenicë/Kosovska Kamenica, district de Gjilan/Gnjilane (Kosovo) ou district de Kosovo-Pomoravlje (Serbie). Selon le recensement kosovar de 2011, elle compte 73 habitants, tous albanais.
Le village est également connu sous le nom de Gornja Veljeglava.

## Histoire
Le village abrite deux édifices construits au XXe siècle et proposés pour une inscription sur la liste des monuments culturels du Kosovo : la maison de Hamdi Arif Rashi et la tour-résidence de Tahir Gagica.

## Démographie

### Évolution historique de la population dans la localité
| 1948 | 1953 | 1961 | 1971 | 1981 | 1991 | 2011 |
| ---- | ---- | ---- | ---- | ---- | ---- | ---- |
| 696  | 736  | 658  | 663  | 451  | 292  | 73   |

|  |